# José Río
José Antonio Río Ponzoni (Montevideo, 31 gennaio 2004) è un calciatore uruguaiano, portiere del Danubio.

## Carriera
Río è cresciuto nel Danubio dove giocava contemporaneamente nella selezione calcistica ed in quella di basket. Nel 2020 ha giocato un incontro ufficiale di basket con la prima squadra nella seconda divisione uruguaiana.
Successivamente ha scelto di dedicarsi solo al calcio ed il 20 febbraio 2024 ha esordito in prima squadra nell'incontro di Copa Uruguay vinto 1-0 contro il La Luz.

## Statistiche

### Presenze e reti nei club
Statistiche aggiornate al 12 luglio 2024.
| Stagione        | Squadra         | Campionato      | Campionato | Campionato | Coppe nazionali | Coppe nazionali | Coppe nazionali | Coppe continentali | Coppe continentali | Coppe continentali | Altre coppe | Altre coppe | Altre coppe | Totale | Totale | Totale |
| Stagione        | Squadra         | Comp            | Pres       | Reti       | Comp            | Pres            | Reti            | Comp               | Pres               | Reti               | Comp        | Pres        | Reti        | Pres   | Reti   |        |
| --------------- | --------------- | --------------- | ---------- | ---------- | --------------- | --------------- | --------------- | ------------------ | ------------------ | ------------------ | ----------- | ----------- | ----------- | ------ | ------ | ------ |
| 2024            | Danubio         | PD              | 6          | -7         | CU              | 1               | 0               | CS                 | 0                  | 0                  |             | -           | -           | 7      | -7     |        |
| Totale carriera | Totale carriera | Totale carriera | 6          | -7         |                 | 1               | 0               |                    | 0                  | 0                  |             | -           | -           | 7      | -7     |        |